# Velasco (Texas)
Velasco fue un pueblo situado en el lado Este del Río Brazos en el Suroeste del estado de Texas. Localizada a 16 millas al sur de Angleton, Texas, y 4 millas desde el Golfo de México. En el Condado de Brazoria.
La historia del pueblo se remonta desde la Independencia de Texas, así como un punto importante para los colonos estadounidenses en Texas, en 1836 después de la batalla de San Jacinto, Velasco se convirtió en la primera capital de la República de Texas por David G. Burnet, de hecho 5 ciudades texanas han tenido el honor de ser la capital texana hasta que definitivamente quedó en Austin.
En esta localidad, después de la mencionada batalla de San Jacinto (21 de abril de 1836), se firmó el famoso Tratado de Velasco, el 14 de mayo del mismo año entre la República de Texas, y Antonio López de Santa Anna, que había caído prisionero de los rebeldes secesionistas tras la derrota. El gobierno mexicano no ratificó el tratado por considerar que como prisionero Santa Anna no tenía capacidad legal para firmarlo, con lo que no aceptó ni la independencia texana ni la frontera del Río Bravo.
El 17 de abril de 1837 la goleta Texana Independence, fue apresada en sus aguas por la armada mexicana, que la renombró La Independencia.
En 1956 la población estimada era de 4,000 habitantes hasta que fue incorporada a la ciudad de Freeport, Texas, el 27 de julio de 1957. La comunidad se convirtió parte del Área industrial del Puerto Brazosport y del Distrito escolar Brazosport Independent School.